# Johan Råfelt
Johan Råfelt, född 1712 i Stockholm, död 6 juli 1763, var en svensk ämbetsman. Han var dotterson till Johan Silfvercrantz.
Råfelt blev student vid Uppsala universitet 1724 och fick plats som auskultant i Svea hovrätt 1731, blev extra kanslist i kanslikollegium 1732, kanslist 1740 och sedan registrator. Han utnämndes till lagman i Närke 1747 och blev revisionssekreterare 1750. Råfelt blev landshövding i Örebro län 1756, men fick genom ett byte landshövdingeämbetet i Älvsborgs län redan samma år.

## Utmärkelser
- Riddare av Nordstjärneorden, 21 november 1758